# From the river to the sea

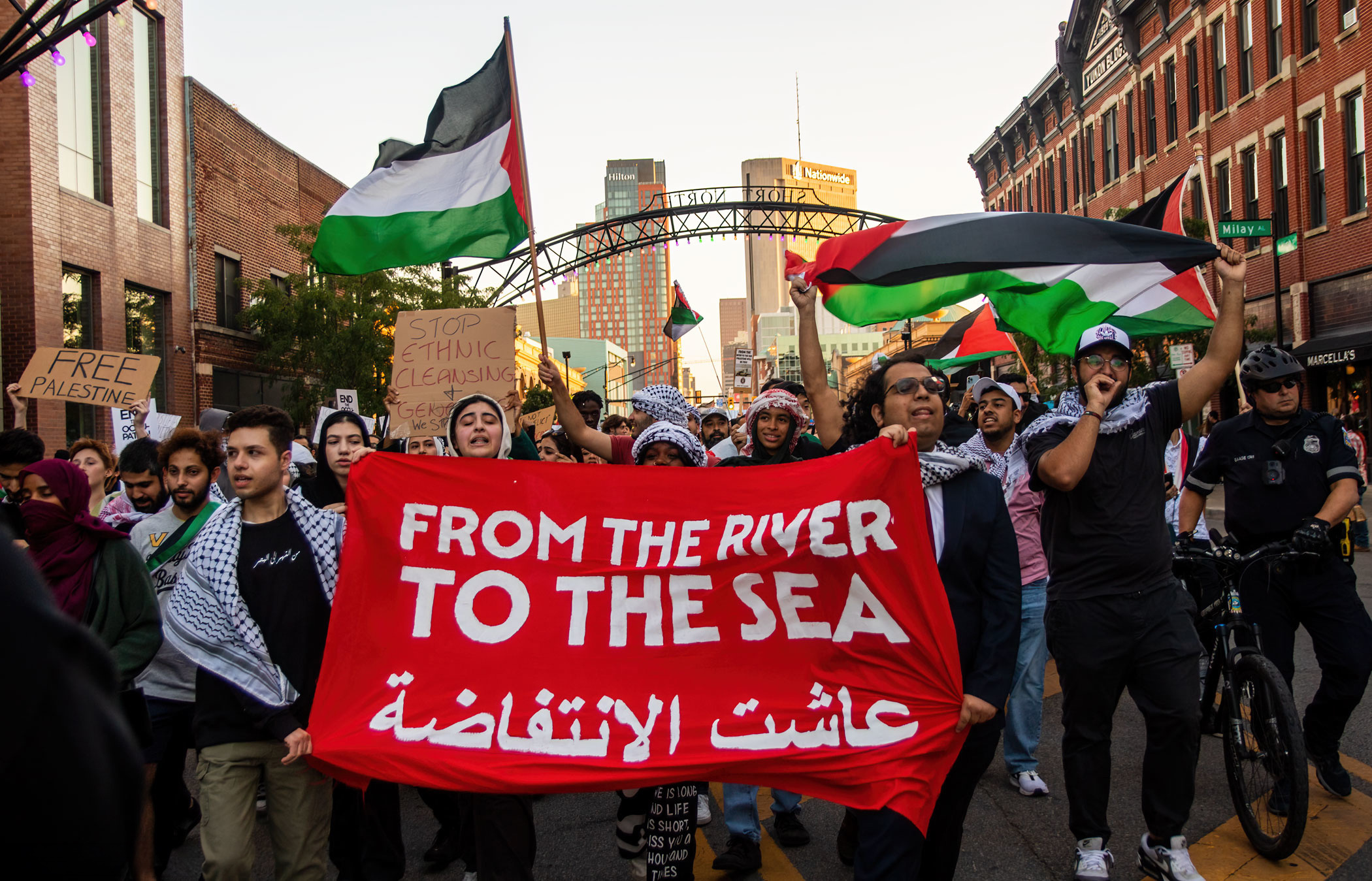
Demonstratie in Columbus (Ohio, Verenigde Staten) op 13 oktober 2023

From the river to the sea (Nederlands: van de rivier tot aan de zee; Arabisch: من النهر إلى البحر) is een politieke slogan, die zowel in de politiek als tijdens demonstraties wordt gebruikt. Geografisch verwijst de slogan naar het gebied tussen de rivier de Jordaan en de Middellandse Zee. Dit omvat de staat Israël en de Palestijnse gebieden: de Westelijke Jordaanoever, Oost-Jeruzalem en de Gazastrook.
In zijn volledige vorm luidt de slogan: From the river to the sea, Palestine will be free (Nederlands: Van de rivier tot aan de zee, Palestina zal vrij zijn). De oorspronkelijke Arabische versie rijmt ook, min al-nahr ila al-bahr / Filastin satatharrar.

## Politiek gebruik
De zinsnede werd bij de oprichting in 1964 gebruikt door de Palestijnse Bevrijdingsorganisatie (PLO). De zinsnede werd gezien als een oproep tot een terugkeer naar de grenzen van Palestina van vóór 1948, toen het gebied onder Britse controle stond. Na de Oslo-akkoorden medio jaren 1990 schaarde de PLO zich achter de tweestatenoplossing. Hierdoor werd de leus voor de PLO minder relevant. "From the river to the sea" werd geadopteerd door de in 1988 opgerichte Hamas.
Sinds de oprichting van Hamas is de zinsnede in verband gebracht met deze organisatie, maar de zinsnede "From the river to the sea" kwam pas in 2017 voor in de officiële standpunten van Hamas. Het eerste gebruik hier van de uitdrukking was als onderdeel van het herziene manifest van 2017. Hierin verklaarde Hamas elk alternatief te verwerpen voor een in meerdere gebieden opgedeeld Palestina "van de rivier tot de zee".
Historici, experts en activisten stellen dat voor Palestijnen de zin waarschijnlijk wijst op de wens naar bevrijding en gelijke rechten en dat vele Joden het zien als een bedreiging, en als een wens tot vernietiging van Israël als Joodse staat. In zijn boek Het zijn net mensen beschrijft Joris Luyendijk, voormalig correspondent in de Arabische regio, hoe hij ervoer dat journalisten eigenlijk niet konden weten wat inwoners van het gebied echt dachten, en of ze mee gingen in de interpretaties van de machthebbers.
Een variant van de uitdrukking wordt gebruikt door de Israëlische regeringspartij Likoed. In het eerste artikel van de grondbeginselen van Likoed staat dat het Joodse volk exclusief recht op Israël heeft, het land dat tussen de zee en de rivier de Jordaan ligt. De Israëlische president Benjamin Netanyahu heeft uitgesproken dat "Israël het hele land ten westen van de rivier zal behouden".

## Gebruik als protestslogan
De slogan wordt veel gebruikt in pro-Palestijnse protestbewegingen. Het wordt onder meer gescandeerd tijdens pro-Palestijnse demonstraties. Tijdens de oplaaiing van de oorlog tussen Hamas en Israël in 2023 werd de slogan ook geroepen tijdens andere demonstraties, ook als deze niet direct over dat conflict gingen, bijvoorbeeld tijdens demonstraties over feminisme en tegen de klimaatverandering. Het gaat soms om demonstraties van intersectionele activisten, die stellen dat vormen van onderdrukking met elkaar samenhangen. Ook tijdens het filmfestival IDFA van 2023 werd de leus gescandeerd. Tijdens de 'mars voor klimaat en rechtvaardigheid' in november 2023 in Amsterdam gaf Sahar Shirzad, aan wie in dat jaar een PAX Vredesduif was toegekend, haar microfoon aan een Palestijnse activiste, wat leidde tot ophef onder een deel van de deelnemers. In de media werden Shirzad de woorden From the river to the sea, Palestine will be free in de mond gelegd.
Interpretaties van de leus verschillen tussen tegenstanders en aanhangers en ook binnen deze groepen. Critici van de slogan zoals het Centrum Informatie en Documentatie Israel (CIDI) zijn van mening dat de slogan expliciet wordt gebruikt om op te roepen tot een volledig Arabisch bestuur van het gebied, ten koste van de staat Israël en zijn Joodse burgers. Het Nederlands Palestina Komitee noemde de leus "niet anti-Joods, maar antizionistisch".
Pro-Palestijnse activisten wereldwijd zeggen met de leus vooral te willen benadrukken dat Palestijnen nu nergens in vrijheid leven. De zin From the river to the sea geeft in die interpretatie het gebied aan waar Palestijnen hun rechten worden ontzegd. De leus wordt ook gebruikt om te pleiten voor een eenstaatoplossing voor Israël en de Palestijnse gebieden, waar alle Joodse en Arabische inwoners stemrecht hebben, dit in tegenstelling tot de tweestatenoplossing, waarbij een afzonderlijke Israëlische en Palestijnse staat wordt voorgestaan. De leus wordt ook geduid als een vraag om vrijheid voor de Palestijnse bevolking. In januari 2024 gebruikte de Belgisch-Palestijnse auteur Montasser AlDe'emeh de slogan 'van de rivier tot de zee' in een interview met De Morgen. In mei 2024 riep de Spaanse vicepremier Yoanda Díaz op tot de bevrijding van Palestina door de slogan ‘van de rivier tot aan de zee’ te hanteren.